# 長池駅
長池駅（ながいけえき）は、京都府城陽市長池北裏にある、西日本旅客鉄道（JR西日本）奈良線の駅である。駅番号はJR-D13。

## 概要
城陽市の南の玄関口として位置づけられている。
宇治駅が管理し、JR西日本交通サービスが駅業務を受託している業務委託駅である。ICカード乗車券「ICOCA」利用エリアの近畿圏エリアに含まれている。

## 歴史
- 1896年（明治29年）1月25日：奈良鉄道の桃山駅 - 玉水駅間延伸と同時に開業[3]。
- 1905年（明治38年）2月7日：合併により関西鉄道の駅となる[8]。
- 1907年（明治40年）10月1日：関西鉄道が国有化[3]。帝国鉄道庁の駅となる。
- 1909年（明治42年）10月12日：線路名称制定により、奈良線の所属となる[8]。
- 1972年（昭和47年）4月1日：貨物の取り扱いを廃止[3]。
- 1984年（昭和59年）10月20日：駅員無配置駅となる[9]。荷物扱い廃止[3]。
- 1987年（昭和62年）4月1日：国鉄分割民営化により、西日本旅客鉄道（JR西日本）の駅となる[3]。
- 1999年（平成10年）1月26日：自動改札機を設置し、供用開始[10]。
- 2003年（平成15年）11月1日：ICカード「ICOCA」の利用が可能となる[11]。
- 2012年（平成24年）
  - 5月26日：橋上駅舎の竣工式が行われ、自由通路の使用が開始される[12]。
  - 5月27日：橋上駅舎の使用が開始される[12]。
- 2018年（平成30年）3月17日：駅ナンバリングが導入され、使用を開始[13]。

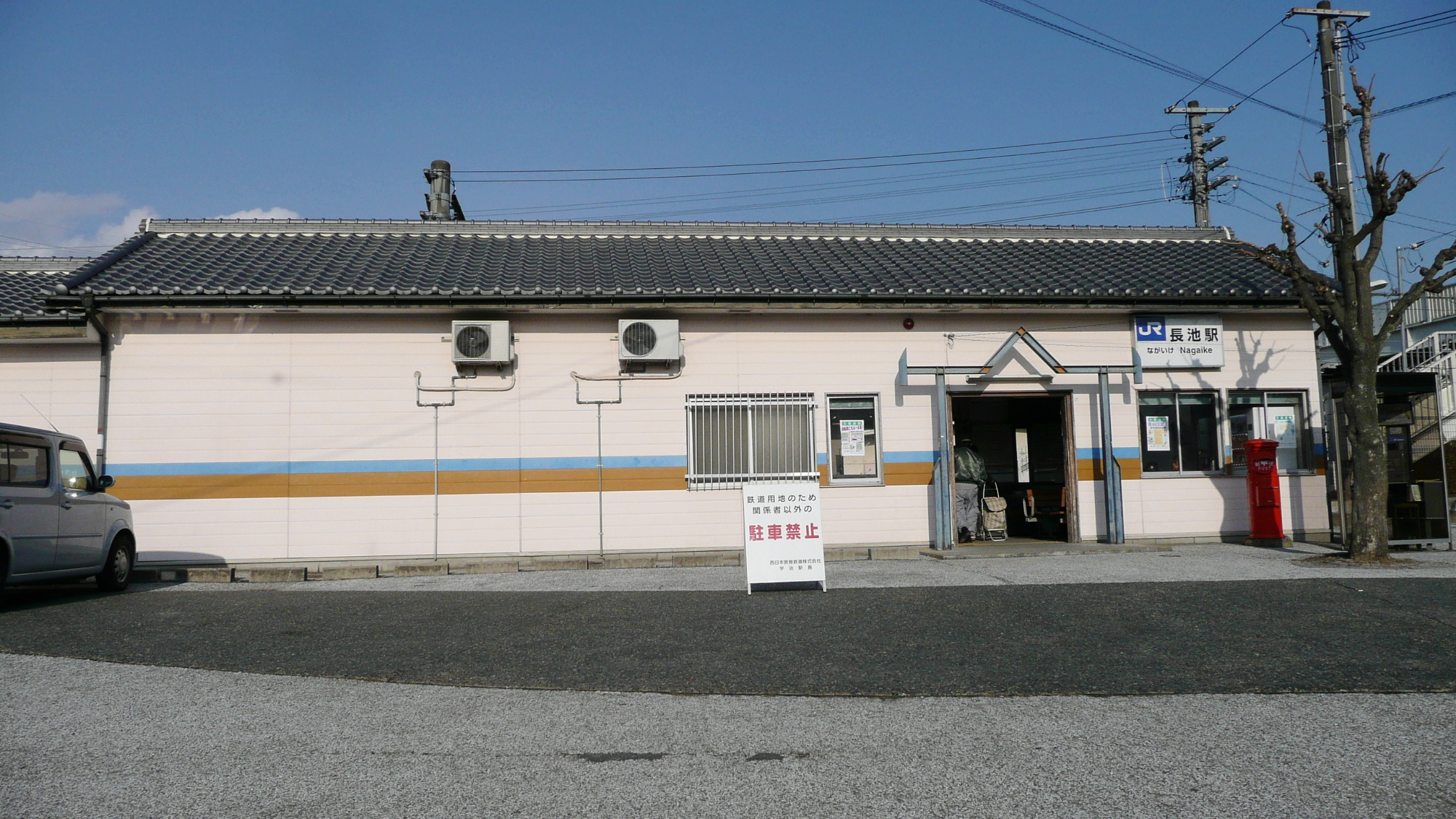
旧駅舎（2007年12月）

## 駅構造
相対式ホーム2面2線を有する地上駅で、橋上駅舎を持つ。コンコースは駅の南北を結ぶ自由通路を兼ねており、駅舎および地域住民が活用する交流スペースとともに2012年5月27日より使用を開始した。駅舎の意匠は、地名（駅名）に因んだ「池」や市の木となっている「梅」のイメージが取り入れられているほか、紫色のアクセントカラーは市の花である「花しょうぶ」に因んでいるとされる。
なお、駅舎改築前は、駅本屋が1番のりば（上り）側に設けられ、2番のりば（下り）とは無蓋跨線橋（道路の歩道橋と同じタイプ）で結ばれていた。このほか、さらに以前は2線の間に貨物列車用の中線が敷設されていた。
簡易式の自動改札機が設置されている。
下りは、当駅から上狛駅まで「みどりの窓口」「みどりの券売機」「定期券がお求めになれる発券機」が全くないため、この区間の定期券を購入するには、区間外にある城陽駅や木津駅などにある、上記3ついずれかを使うしかない。

### のりば
| のりば | 路線   | 方向 | 行先           |
| ------ | ------ | ---- | -------------- |
| 1      | 奈良線 | 上り | 宇治・京都方面 |
| 2      | 奈良線 | 下り | 木津・奈良方面 |

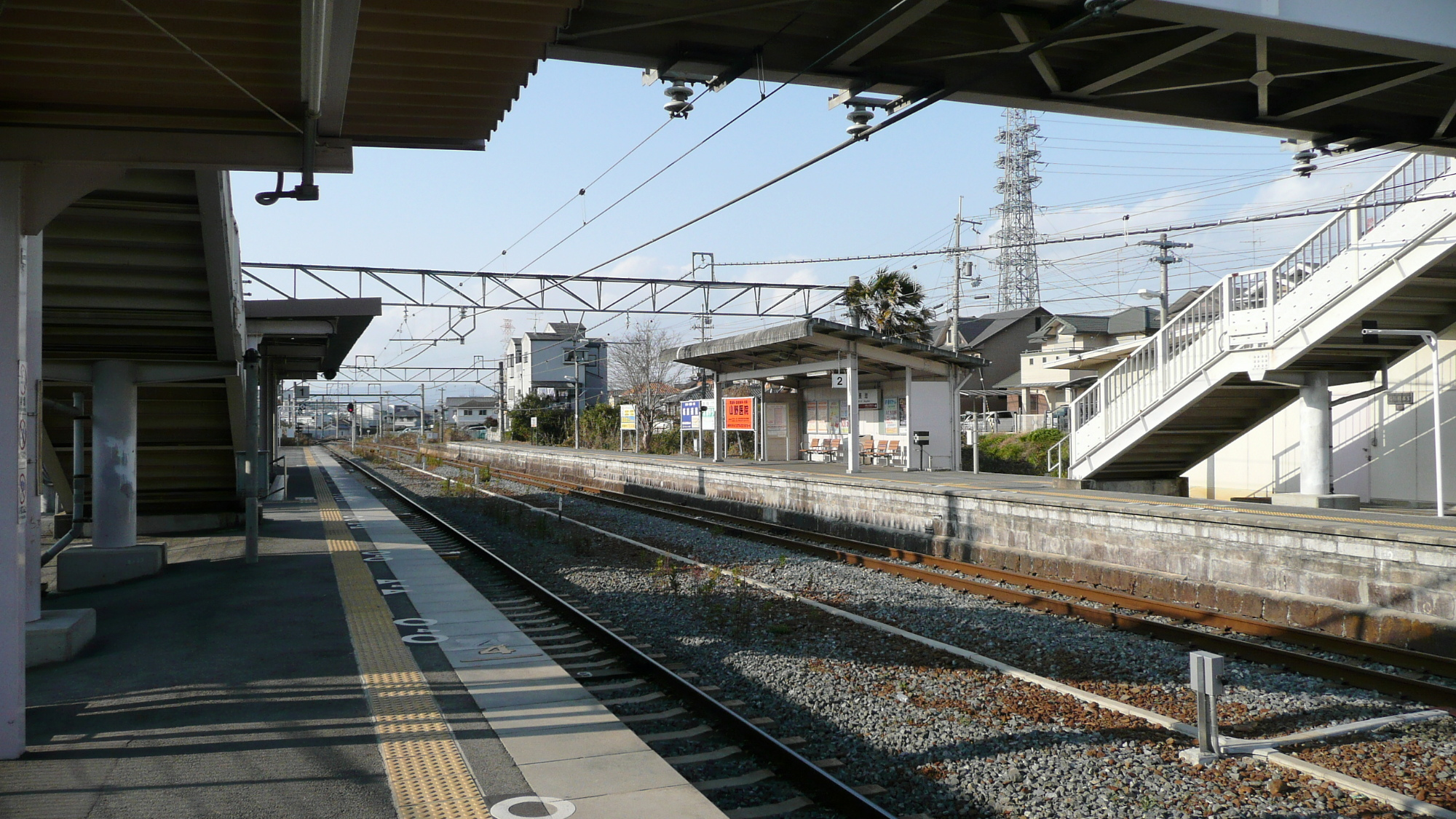
ホーム（2007年12月）

## 利用状況
JR西日本の移動等円滑化取組報告書によれば、2023年度の1日当たりの利用者数は2,370人。京都府統計書によると、1日の平均乗車人員は以下の通りである。
| 年度   | 一日平均 乗車人員 |
| ------ | ----------------- |
| 1999年 | 1,181             |
| 2000年 | 1,110             |
| 2001年 | 1,137             |
| 2002年 | 1,118             |
| 2003年 | 1,129             |
| 2004年 | 1,186             |
| 2005年 | 1,222             |
| 2006年 | 1,249             |
| 2007年 | 1,246             |
| 2008年 | 1,184             |
| 2009年 | 1,129             |
| 2010年 | 1,121             |
| 2011年 | 1,082             |
| 2012年 | 1,265             |
| 2013年 | 1,219             |
| 2014年 | 1,214             |
| 2015年 | 1,243             |
| 2016年 | 1,230             |
| 2017年 | 1,230             |
| 2018年 | 1,197             |
| 2019年 | 1,210             |
| 2020年 | 981               |
| 2021年 | 1,033             |
| 2022年 | 1,132             |

## 駅周辺

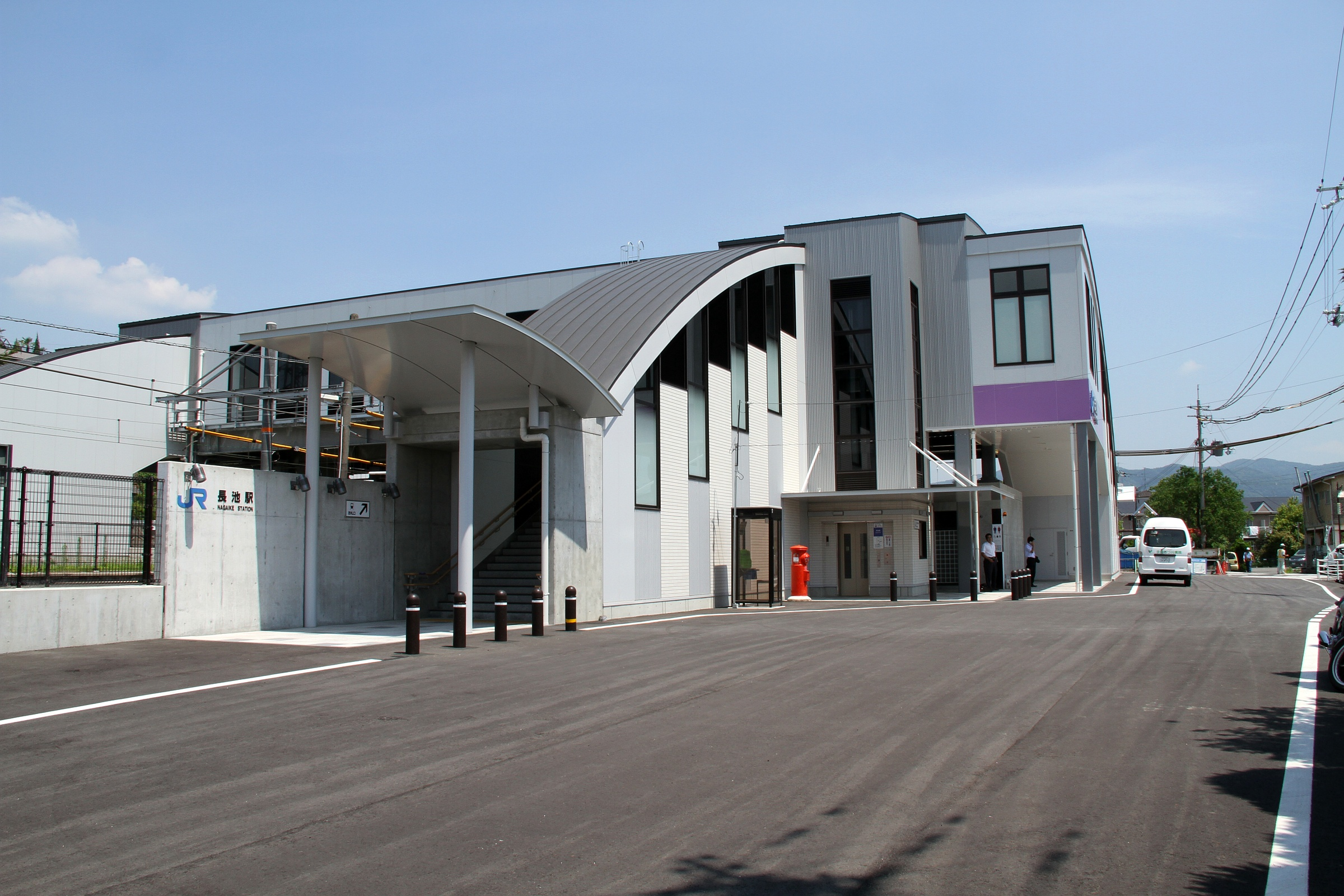
駅南口の様子。転回場が設けられている（2012年7月）

駅南側には大和街道（府道70号上狛城陽線）沿線に発展した宿場町を起源とする伝統的な住宅地があるほか、北側には昭和40年代から50年代前半ごろにかけて造成された新興住宅地などの街区を有している。
当駅周辺の奈良線は地上構造であるほか、かつての当駅は地上駅であり駅出入口も一方にしか無かったため、駅利用者や周辺を往来する住民が任意の通路（いわゆる勝手踏切）を利用する事例もあり危険性が指摘されていたほか、駅を交通結節点として機能向上を図る必要から周辺街区の整備などを行う「都市再生整備計画」が城陽市によって策定され、事業が行われている（駅橋上化もこの事業の一環として実施された）。
- 荒見神社
- 森山遺跡
- 大蓮寺（嶋利兵衛の碑）
- 旧長池宿
- 京都城陽プレミアム・アウトレット（仮称）
- 城陽長池郵便局
- アル・プラザ城陽（平和堂）

### 片奈連絡線の構想
将来的に当駅から片町線（学研都市線）の京田辺駅とを結ぶ「片奈連絡線」の建設構想があり、1989年5月に出された運輸政策審議会答申第10号では、「2005年までに整備すべき路線」として挙げられていた。しかしその後、2004年10月の近畿地方審議会答申第8号には盛り込まれておらず、それ以後も建設へ向けた大きな動き・進展はみられていない。
一方で沿線自治体は建設を諦めておらず、当駅の所在する城陽市が2018年5月に策定した都市計画マスタープランでは「片奈連絡線の整備」という文言が複数回登場しており、また同市が2022年9月に策定した「長池駅南側周辺整備基本計画」にもマスタープランの内容を確認する形で「長池駅周辺は（中略）片奈連絡線の整備を促進するなど、交通結節機能を強化」との文言がある。

## バス路線
駅南側出入口を南下したのち、府道70号線を西進した場所に「長池駅口」停留所が設置されており（駅から250 m程度）、城陽さんさんバスの路線バスが運行されている。
- プラムイン城陽長池線：アル・プラザ城陽 / プラムイン城陽

アル・プラザ城陽西口 - 城陽市役所は、北行きは降車のみ、南行きは乗車のみのクローズドドア制となっている。
城陽市 青谷方面乗合タクシー
駅前に「JR長池駅」停留所が設置されている。
- 城陽市役所 / 多賀口

## 隣の駅
西日本旅客鉄道（JR西日本）
 奈良線
■みやこ路快速・■快速
通過
■区間快速・■普通
城陽駅 (JR-D12) - 長池駅 (JR-D13) - 山城青谷駅 (JR-D14)